# Université Seton Hall
L'université Seton Hall (en anglais : Seton Hall University) est une université privée et catholique américaine située dans la municipalité de South Orange dans le New Jersey, aux États-Unis.

## Historique
Fondée en 1856 par le religieux James Roosevelt Bayley (en), Seton Hall est l'université catholique la plus ancienne et la plus importante de l'État.

## Sport
L'université possède sa propre équipe universitaire, les Pirates de Seton Hall, dont les équipes de baseball et de soccer évoluent à l'Owen T. Carroll Field, situé sur le campus de l'université.

## Personnalités liées à l'université

### Professeurs
- Michael Corrigan (futur archevêque de New York) y enseigna.